# Monte Hor
El monte Hor (hebreo: הֹר הָהָר, Hor Ha-Har) es el nombre dado en el Antiguo Testamento a dos montañas distintas. Una de ellas está en la tierra de Edom en la orilla oriental del mar Muerto (en la actual Jordania). La otra montaña estaría cerca del mar Mediterráneo en la frontera norte de la tierra de Israel.

## El monte Hor, en Edom

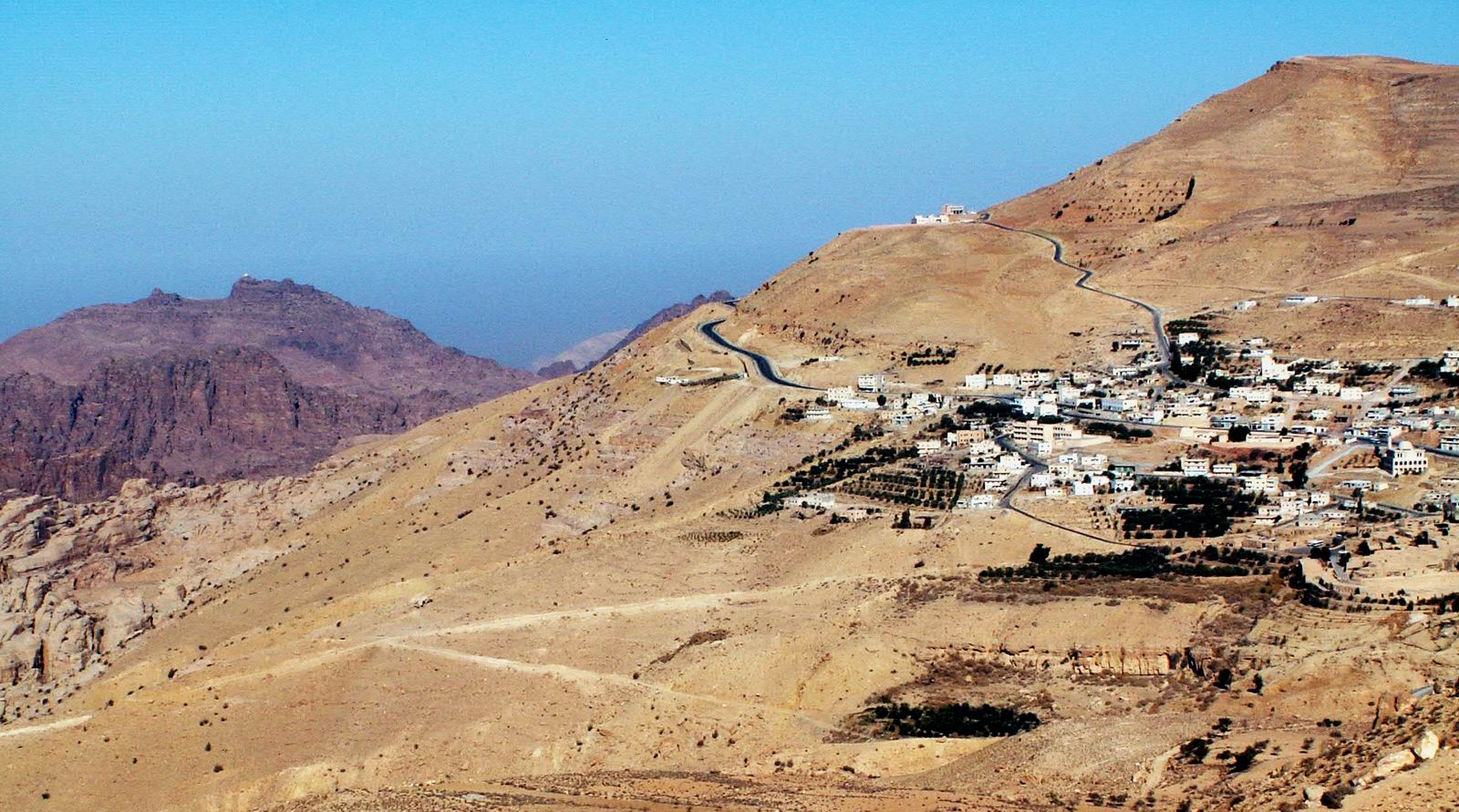
Monte Harun.

Este monte Hor se encuentra en el borde de la tierra de la Edom. (Números 33:37). Es el lugar donde Aarón falleció. Desde Josefo se ha identificado con Jebel Nebi Harun (Montaña del Profeta Aarón en árabe), una doble montaña con su punto máximo a 1.460 metros sobre el nivel del mar, en las montañas de Edom en el lado este del valle Arabá, Jordania. En la cumbre hay un santuario donde se cree que está la tumba de Aarón. Según Josefo, esta montaña rodeaba la ciudad edomita de Petra. (Antigüedades Judías, libro IV, cap. IV, sec. 7.)
Algunos investigadores en torno al siglo XX disienten de esta identificación, como H. Clay Trumbull que prefiere el Jebel Madara, un pico al noroeste de Ain Kadis (Qadesh Barné).
Sin embargo, Jebel Harun no parece encajar con el relato bíblico, que muestra que Israel se desplazó desde Qadés (Qadés-barnea) hasta el monte Hor, “en la frontera de la tierra de Edom”. (Nú 33:37-39, 41.) Jebel Harun no está en la frontera de Edom, sino en su interior, de modo que para llegar a este lugar tradicional Israel hubiera tenido que atravesar el territorio de Edom. Esto no pudo ocurrir, porque a los israelitas no se les permitió entrar en el país. (Nú 20:14-22; Dt 2:5-8.) Por eso, muchos eruditos favorecen la identificación del monte Hor con Jebel Madurah (Har Zin [Hor Ha Har]), una montaña aislada, escarpada, de piedra caliza blanca, situada a unos 40 km al SO. del mar Muerto y a unos 60 km al ENE. de Qadés. (Perspicacia para comprender las Escrituras, volumen 1 pág. 1171) https://wol.jw.org/es/wol/d/r4/lp-s/1200002071#h=1:0-5:326  Se consulte también https://www.biblia.work/diccionarios/hor/

## El monte Hor, en la frontera norte

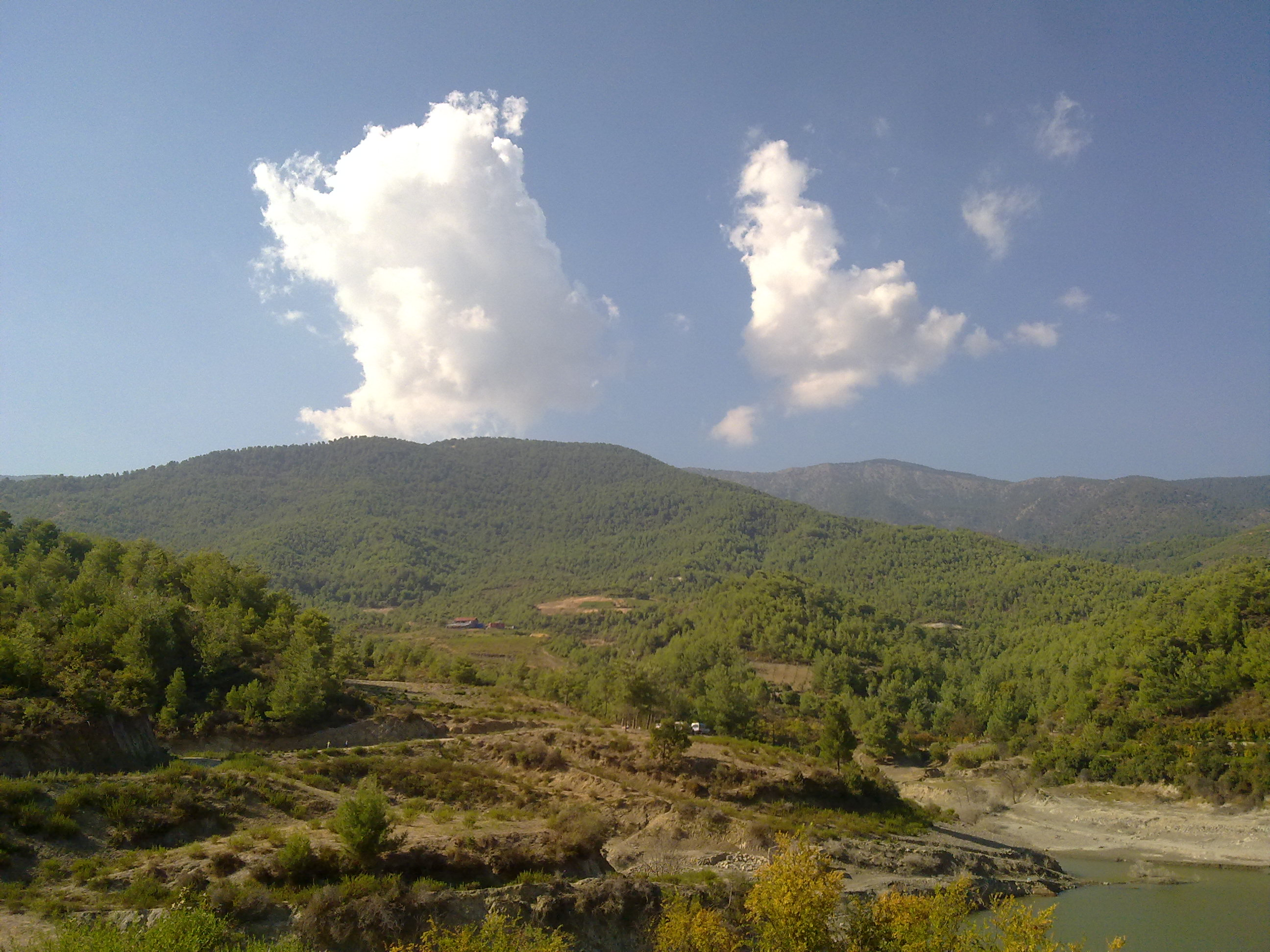
Vista de las Montañas Nur, al sur de Turquía, identificada como el Monte Hor de Números 34:7-8

El otro monte Hor se menciona en Números 34:7,8, definiendo el límite norte de Israel. Tradicionalmente se identifica con las Montañas Nur conocidas también como Amanus.
Desde el período del Segundo Templo, los autores judíos que buscaban establecer con mayor precisión la definición geográfica de la Tierra Prometida, comenzaron a interpretar el Monte Hor como una referencia a la cordillera Amanus de las montes Tauro, que marcaba el límite norte de la llanura siria. Los escritos rabínicos también declaran que Amanah es un límite de la tierra de Israel, diciendo "¿Qué constituye la Tierra de Israel y qué constituye los lugares fuera de la Tierra de Israel? Todo lo que se inclina y cae [precipitadamente] desde Turos Amanus y hacia adentro (es decir, hacia el sur) está la Tierra de Israel. Desde Turos Amanus y hacia afuera (es decir, hacia el norte) están los lugares fuera de la Tierra de Israel".
El Monte Hor también se llama Amanah, y se conoce como el Monte Manus en los Targums de Jerusalén, y los Umanis en Targum Jonathan. El geógrafo histórico Joseph Schwarz (1804-1865) trató de establecer los límites de la cordillera de Amanah descrita en la literatura rabínica, y agregó que debe identificarse con el Monte Hor, "el término norte de Palestina", y que, según él ", se extiende al sur de Trípoli como el promontorio del Monte Hor (Números 34: 7), llamado en el período de la dominación griega Theuprosopon, y ahora Ras al-Shaka, hasta el Mediterráneo, y desde allí se extiende una distancia de 12 millas inglesas al sur de Tiro, al Ras al Nakhara, donde sus acantilados rocosos, que son visibles a gran distancia, se extienden hacia el mar". Según esta descripción, Amanah es la montaña más al sur del Líbano, y no debe confundirse con el Monte Amanus en el sur de Turquía.